# Ел Дорадо Спрингс (Мисури)
Ел Дорадо Спрингс (енгл. El Dorado Springs) град је у америчкој савезној држави Мисури.

## Демографија
По попису из 2010. године број становника је 3.593, што је 182 (-4,8%) становника мање него 2000. године.
| Група             | 2000.         | 2010.         |
| Белци             | 3.606 (95,5%) | 3.411 (94,9%) |
| Афроамериканци    | 4 (0,1%)      | 1 (0,0%)      |
| Азијати           | 14 (0,4%)     | 18 (0,5%)     |
| Хиспаноамериканци | 51 (1,4%)     | 79 (2,2%)     |
| Укупно            | 3.775         | 3.593         |